# Eddie Graham
Edward Gossett (Chattanooga (Tennessee), 15 januari 1930 - aldaar, 21 januari 1985), beter bekend als Eddie Graham, was een Amerikaans professioneel worstelaar.
Edward had een zoon, Michael Gossett, die ook een professionele worstelaar is.

## Prestaties
- Championship Wrestling from Florida
  - NWA Brass Knuckles Championship (2 keer)
  - NWA Florida Heavyweight Championship (1 keer)
  - NWA Florida Tag Team Championship (1 keer met Mike Graham)
  - NWA Southern Heavyweight Championship (3 keer)
  - NWA Southern Tag Team Championship (2 keer; 1x met Don Curtis en 1x met Lester Welch)
  - NWA United States Tag Team Championship (2 keer met Dick Steinborn)
  - NWA World Tag Team Championship (7 keer; 1x met Ike Eakins, 3x met Sam Steamboat, 2x met Bob Orton en 1x met Jose Lothario)

- Georgia Championship Wrestling
  - NWA Georgia Southern Heavyweight Championship (1 keer)
  - NWA Georgia Tag Team Championship (1 keer met Mike Graham)
  - World Heavyweight Championship (1 keer)

- Japan Wrestling Association
  - JWA All Asia Tag Team Championship (1 keer met Killer Karl Kox)

- Mid-Atlantic Championship Wrestling - World Championship Wrestling
  - NWA Southern Tag Team Championship (1 keer met Sam Steamboat)
  - WCW Hall of Fame (Class of 1993)

- Midwest Wrestling Association
  - MWA World Junior Heavyweight Championship (1 keer)

- National Wrestling Alliance
  - NWA Hall of Fame (Class of 2006)

- NWA Capitol Wrestling
  - NWA United States Tag Team Championship (4 keer Jerry Graham)

- NWA Mid-America
  - NWA Southern Tag Team Championship (2 keer met Roy Welch)
  - NWA World Tag Team Championship (1 keer met Sam Steamboat)

- Southwest Sports, Inc.
  - NWA Texas Tag Team Championship (1 keer met Johnny Valentine)

- NWA Western States Sports
  - NWA Southwest Tag Team Championship (3 keer met Art Nelson)

- Wrestling Observer Newsletter
  - Wrestling Observer Newsletter Hall of Fame (Class of 1996)

- World Wrestling Entertainment
  - WWE Hall of Fame (Class of 2008)